# Brittany Baxter
Brittany Amanda Baxter (nascida Timko) (Vancouver, 5 de setembro de 1985) é uma futebolista canadense que atua como meio-campista, medalhista olímpica.

## Carreira
Brittany Baxter fez parte do elenco medalha de bronze em Londres 2012.